# Clair de lune (poème de Verlaine)
Pour les articles homonymes, voir Clair de lune (homonymie).
Clair de lune est un poème de Paul Verlaine tiré de son deuxième recueil Fêtes galantes publié en 1869. Il est publié une première fois dans la La Gazette rimée le 20 février 1867, sous le titre « Fêtes galantes ».

## Texte du poème
Votre âme est un paysage choisi

Que vont charmant masques et bergamasques

Jouant du luth et dansant et quasi

Tristes sous leurs déguisements fantasques.

Tout en chantant sur le mode mineur

L'amour vainqueur et la vie opportune

Ils n'ont pas l'air de croire à leur bonheur

Et leur chanson se mêle au clair de lune,

Au calme clair de lune triste et beau,

Qui fait rêver les oiseaux dans les arbres

Et sangloter d'extase les jets d'eau,

Les grands jets d'eau sveltes parmi les marbres.

## Postérité
Ce poème a été mis en musique par de nombreux compositeurs :
- Gabriel Fauré compose en 1887 la mélodie Clair de lune, op. 46 no 2 ;
- Claude Debussy à deux reprises, une première version vers la fin de l'année 1882 (Clair de lune), puis une seconde en 1892 (dans le recueil Fêtes galantes). Le titre a également inspiré le troisième mouvement de la Suite bergamasque pour piano du compositeur ;
- ainsi que Louis Vierne, Sigfrid Karg-Elert, Josef Szulc et Alphons Diepenbrock.

Il a été traduit en anglais notamment par William Faulkner en 1920.